# Jules Gailhabaud
Jules Gailhabaud (* 29. August 1810 in Lille; † 15. April 1888 in Paris) war ein französischer Architektur- und Kunsthistoriker sowie Museumsdirektor und Kunstsammler. Er gründete die Zeitschrift Revue archéologique.

## Leben
Gailhabaud stammte aus einer wohlhabenden Familie von Textilhändlern. Er erlernte zunächst den kaufmännischen Beruf und leitete von 1830 bis 1839 das Familienunternehmen in Lille und in Paris. Er beendete seine Laufbahn als Händler frühzeitig, um sich intensiv der Archäologie und Architektur zu widmen. Bereits seit Anfang der 1830er Jahre sammelte er Bücher, Manuskripte und Stiche zur Geschichte der Architektur mit dem Schwerpunkt Paris. Er interessierte sich besonders für die Architektur Europas und Asiens, antike Bauwerke, das Mittelalter sowie für dekorative und technische Kunst.
In den Jahren 1840 bis 1850 veröffentlichte Gailhabaud eine erste Reihe von Schriften zur Antike und Moderne heraus, die in Deutschland ab 1842 unter dem Titel Denkmäler der Baukunst aller Zeiten und Länder erschien und aus mehreren Lieferungen bestand. Der Inhalt bestand zumeist aus Tafeln mit einem kurzen erklärenden Text. Für die fachkundige Ausarbeitung der Texte beauftragte er renommierte Wissenschaftler, die ihre spezifischen Kenntnisse zu regionalen Eigenheiten einfließen ließen. Unter diesen waren Joseph-Philibert Girault de Prangey, der für die maurische Architektur zuständig war, Émile Prisse d’Avesnes befasste sich mit den ägyptischen Denkmälern und der Maler Daniel Ramée (1806–1887) war für die deutschen Bauwerke zuständig.
Weitere Mitarbeiter waren Désiré Raoul-Rochette, Edmé François Jomard und Albert Lenoir (1801–1891). Für die Illustrationen und Architekturzeichnungen waren unter anderem neben Daniel Ramée der Architekt Eugène Viollet-le-Duc und der Archäologe Théodore Vacquer (1824–1899) zuständig. Diese Sammlung selbst ist nach Epochen (Antike, Mittelalter, Neuzeit) gegliedert und geht mit einer geografischen Klassifizierung einher.
1844 begründete er die Zeitschrift Revue archéologique, die er drei Monate lang leitete. Im Jahr 1845 folgte die Gründung und Veröffentlichung der Zeitschrift Bibliothèque archéologique, ou Recueil de documents sur l’histoire, l’archéologie, etc. In den Jahren bis 1864 veröffentlicht er zudem die Reihe L’Architecture du Ve à XVIIe siècle …. Im Jahr 1866 verkauft er seine umfangreiche Bibliothek an die Stadt Paris. Seine private Sammlung bestand zu dem Zeitpunkt aus rund 25.000 Stichen, 1.500 Zeichnungen, 8.500 Manuskripten und Druckwerken. Die Sammlung wechselte zum Preis von 125000 Frank den Besitzer und brachte Gailhabaud einen Posten im Dienste historischer Werke in Paris. Zu seinen ersten Aufgaben gehörte die gemeinsame Planung des historischen Stadtmuseums im Hotel Carnavalet mit dem Architekten Victor Parmentier. 1867 erhielt er von Baron Charles Poisson den Auftrag eine Abteilung (ein Musée de l’Ustensillage) einzurichten, in der Gegenstände aus dem „Privatleben“ ausgestellt werden sollten.
Gailhabaud organisiert die Räume chronologisch und nach Themengebieten, um ein breites Publikum anzusprechen. Die Zerstörung seiner Bibliothek 1871 beim Brand im Hôtel de Ville und seine Entlassung aus dem öffentlichen Dienst beendeten seine Karriere als Kunsthistoriker. Er war ein Mitglied der Königlichen Akademie von Belgien.

## Werke (Auswahl)
- Monuments anciens et modernes. Vues générales et particulières, Plans, Coupes, Details, etc. Collection formant une Histoire de l’Architecture des différents Peuples à toutes les Epoques …. 4 Bände, Firmin Didot frères, Paris ab 1839, Band 1: Temps Anciene. 1870 (archive.org), Band 2: Moyen Age. Teil 1, 1870 (archive.org), Band 3: Moyen Age. Teil 2, 1870 (archive.org), Band 4: Période Moderne. 1870 (archive.org).
  - Ludwig Lohde (Hrsg.): Jules Gailhabaud’s Denkmäler der Baukunst [nebst] Atlas. Unter Mitwirkung von Franz Kugler und Jacob Burckhardt, Band 1–4, Meissner, Hamburg 1852.
- Bibliothèque archéologique. A la Librairie Archéologique de Ch. Baudry, Paris 1846.
- L’architecture du Ve au XVIIe siècle et les arts qui en dépendent, la sculpture, la peinture murale, la peinture sur verre, la mosaïque, la ferronnerie, etc. 4 Bände, Paris 1858, Band 1 (archive.org), Band 2 (archive.org), Band 3 (archive.org), Band 4 (archive.org).
  - Die Baukunst des fünften bis sechzehnten Jahrhunderts und die davon abhängigen Künste : Bildhauerei, Wandmalerei, Glasmalerei, Mosaik, Arbeit in Eisen etc. T. O. Weigel, Leipzig 1857 bis 1866. Digitalisat
- L’art dans les diverses branches de l’architecture … chez tous les peuples et à toutes les époques …. Paris 1863.
- Great medieval churches and cathedrals of Europe. Dover Publications, Mineola, N.Y. 2002, ISBN 0-486-42333-6 (englisch, archive.org – Leseprobe, ausgewählte Stiche aus Monuments anciens et modernes).